# Волинско клане
Волинското клане (на полски: Rzeź wołyńska; в украинската историография наричан още Волинска трагедия, на украински: Волинська трагедія; на полски: Tragedia Wołynia) е масово етническо прочистване на Волиния посредством унищожение на полско цивилно население и, в по-малка степен, на цивилни от други националности, включително и украинци, проведено от Украинска въстаническа армия (УПА), създадена от Организацията на украинските националисти (ОУН). Преди септември 1939 г. и германското нашествие Волиния е под контрола на Полша, но след това в областта връх вземат украински прогермански колаборационисти. Кампанията им започва през март 1943 г. и достига апогей през юли същата година. Отговорът от полска страна започва в края на лятото на 1943 г. и води до значителни жертви сред украинското цивилното население.

## Произход на конфликта
Историците предполагат, че корените на конфликта се коренят в общото минало на беларуси, поляци и украинци, взаимните предразсъдъци и исторически претенции. Основните причини за конфликта включват:
- Историческите събития от XVI – XVIII век, изпълнени с изключително насилие, селски бунтове и казашки въстания, кърваво потушени и оставили взаимно чувство за обида и социална несправедливост.
- Опит и изводи от загубите на украинците във войната с Полша през 1918 – 1919, превърнали Полша в основна преграда пред създаването на независима Украйна.
- Изключително неблагоприятните политически условия след Първата световна война, лишаващи украинците от възможност да имат своя държава.
- Националните политики на Полша относно нейните източни територии, основани на национализма и отстраняването на други етнически групи от политическия и обществен живот (въпросът за автономия и самоуправление, проблемът на поземлената реформа, образователната политика, нарушенията на гражданските права и свободи, репресиите към украинците), които не премахват бившите социални конфликти, а, напротив, ги засилват[5].
- Терористична и саботажна дейност на ОУН на територията на Полша през междувоенния период.
- Aнтиполски дейности на ОУН по време на Втората световна война до голяма степен поради приемане на идеологията за национализъм на Д. Донцов (което от своя страна се основава на примерите на нацизма). Това оформя съзнанието на украинското общество в дух на враждебност към поляците като пречка за създаването на независима Украйна.
- Ролята на тоталитарните режими (съветски и немски) в създаването на украинско-полския конфликт.
- Деморализиращ ефект от войната, донесъл голямо морално опустошение и отклонение от нормите на социалното поведение. В резултат конфликтът придобива характера на особено жестоко отмъщение.
- Безкомпромисната позиция на полското правителство и ръководството на ОУН по териториалния въпрос.

## Развитие и ход на конфликта
Волинското клане е най-кървавият епизод в украинско-полския конфликт в средата на 20 век. Много историци (основно полски) изтъкват, че то се откроява от общата картина на украинско-полското въоръжено противопоставяне. Доста често полските историци тълкуват тези събития изключително като анти-полска кампания на Украинската въстаническа армия. Украинският акцент е върху мотивите, довели до извършване на това престъпление, както и върху елементи в пропагандата на Армия Крайова, насочени срещу цивилното украинското население. Проблем при изясняване на събитията са и националните стереотипи, които се основават на идеализация на собствения народ и взаимни обвинения в колаборация с окупационните власти.
Първите случаи на етнически убийства на украинци и поляци от периода са датирани през 1942 г.: 55:с. 55 Мащаб тези дейности придобиват през пролетта на 1943 г., когато Волинското подразделение на ОУН решава да прогони местните поляци. Действията на украинските въоръжени части първоначално са насочени срещу поляци на служба в германската администрация (legenşaftı), които стопанисват гори и обществени имоти. След това те се разпространяват върху поляците, живеещи в селските райони, пристигнали там в периода между двете световни войни, а след това заживели там за постоянно. Тези прояви достигат пика си на 11 юли 1943 г., когато едновременно са нападнати повече от 150 полски селища. В хода на 1943 г. на територията на Волиния са създадени повече от 100 полски бази за самозащита, повечето от които са унищожени от четите на ОУН. Оцеляват само подкрепените от страна на Армия Крайова и съветските партизани: 87 – 89:с. 87 – 89, С края на лятото те започват да извършват „превантивни“ атаки над украински бази, за да си отмъстят за действията на четите. Проведени са нападения срещу съседни украински села за попълване на хранителните запаси, често се случват и убийства на местни жители, а няколко украински села са изгорени частично или напълно.: 88 – 90,95 :с. 88 – 90,95
В унищожаването на поляците взема участие гражданското население на украинските села, а в унищожаването на украинците – добре въоръжени полски войски, помощна полиция и жандармерия, подчинена на германците: 140 – 142:с. 140 – 142.
По време на бойните действия пострадва и значителна част от украинското население: 154 – 158. Отделни полски звена се противопоставят на заповедите на своите командири и не желаят да участват в действията срещу украински села, наричани „омиротворителни“, но превърнали се в слепи актове на възмездие: 161, 165 – 167.
При проучване, проведено в Полша, е установено, че в резултат на дейността на ОУН в съучастие с местното украинско население, а понякога и с групи украински националисти от други области, броят на смъртните случаи сред поляците във Волиния е не по-малко от 36 543 души, чиито имена и място на смъртта са установени. В допълнени към същото изследване са преброени от 13 500 до 23 000 поляци, обстоятелствата около чиято смърт не са изяснени: 48279.
Като цяло, историците са солидарни, че жертвите от клането само във Волински регион са не по-малко от 30 хиляди поляци, а вероятно според някои експерти това число трябва да се увеличи до 60 хиляди. Като се вземат предвид и другите области, броят на жертвите сред населението на Полша би достигнал 75 000 – 100 000. По време на дискусия за броя на жертвите от полска страна са обсъждани стойности между 30 000 – 80 000,
В Украйна такива изчисления не са извършвани. Броят на жертвите от украинската страна според различните историци е между 2000 и 30 000. През 1943 – 1944 г. като пряко последствие от действията на полската армия и подчинените ѝ въоръжени групировки загиват най-малко 2000 цивилни украинци: 279.

## Последващи оценки
След края на Втората световна война Волиния попада в границите на СССР и тези събития не получават публичност. Само в Полската народна република са публикувани няколко литературни творби, посветени на тази тема. Историците и политиците започват отново да говорят за събитията от 1943 – 1945 г. след разпадането на СССР. През 1992 г. Украйна е посетена от полска делегация, която е допусната да извършва проучвания на място. Резултат от работата ѝ е откриването на повече от 600 масови гроба. Ексхумацията, проведена на редица от тях, потвърждава фактите, съдържащи се в архивните документи. В Украйна изследванията по тази тема започват през 1997 г. като част от Държавната комисия по въпроса за ОУН-УФА. В края на 1990-те години е създадена съвместна комисия на полски и украински историци за работа върху отразяването на тези събития. Дейността ѝ разкрива наличието на очевидни различия в тълкуването на събитията от полски историци и редица украински историци – жители на местата на събитията. Полският Институт за национална памет провежда 32 разследвания по обвинение за геноцид във връзка с Волинското клане, като в част от случаите като жертви са посочени и представители на украинското цивилно население
През 2003 г. президентите на Украйна и Полша приемат „Съвместно изявление“ за помирение в чест на 60-ата годишнина от трагичните събития във Волинско. И двамата президенти изразяват дълбоко съжаление за последните трагични моменти в съжителството на украинския и полския народи. Президентите отбелязват, че вековната история на отношенията между полския и украинския народ е богага на ярки и трагични моменти; отдават почит на жертвите на братоубийствения конфликт; изразяват съболезнования на роднините и приятелите на жертвите, като отчитат необходимостта от съвместно търсене на историческата истина и изразяване на обществено морално осъждане за организаторите и извършителите на престъпления срещу полския и украинския народи. Те признават, че трагичната съдба сполетява и двата народа, но особено засегнато е полското население във Волинско, като изразяват надежда, че това няма да се случи отново в бъдеще.
Отбелязан е фактът за масово унищожение на поляците и фактът, че в украинско-полската конфронтация поляците са били страната, която най-често се е защитавала. Въпреки това заключение, депутатите от Върховната Рада на Украйна много трудно приемат съвместната полско-украинска парламентарна декларация за събитието, чийто текст съдържа общи фрази, и отговорността за унищожаването на поляците е в ръцете на неназовани „въоръжени групи на украинците“
На 15 юли 2009 г. Сеймът на Полша в своята резолюция (приета с единодушие) твърди, че ОУН и UPA са извършили „анти-полска кампания – масово убийство, етническо прочистване с характер и характеристики на геноцид“. Освен това, резолюцията на Сейма отдава почит на „бойците от Армия Крайова, Самоотбрана на източните полски територии и Селските батальони, които предприемат драматична бобра в защита на полското цивилно население“, както и на "болезнения спомен за украинските цивилни жертви“.
На 15 юли 2013 г. Сеймът на Полша приема специална резолюция, посветена на 70-годишнината от „Волинските престъпления“ (името, използвано в резолюцията), когато е установено, че престъпленията, извършени от ОУН и UPA, са „организирани в голям мащаб“, което им дава „характер на етническо прочистване с признаци на геноцид“. Също така в резолюцията Сеймът посочва, че в периода 1942 – 1945 г. на територията на Волиния и Източна Галиция около 100 хиляди души стават жертва на украински националисти. Сеймът на Република Полша изразява най-високото отличие на войниците на Армия Крайова, Самоотбрана на източните полски територии и Селските батальони, които взели участие в борбата в защита на поляците. В сравнение с резолюцията от 15 юли 2009 г., в резолюцията от 2013 г. различно е формулирана тезата за жертвите сред украинците. Сеймът на Република Полша изразява своята благодарност към украинците, които са рискували, и понякога давали живота си, защитавайки полски сънародници от ужасна смърт в ръцете на Организацията на украинските националисти и подразделенията на украинската въстаническа армия. Резолюцията е приета с 263 гласа за, 33 против и 146 въздържали се. Върху резултатите от гласуването оказва влияние фактът, че редица опозиционни партии настояват за много по-осъдителна версия на резолюцията, в която събитията се квалифицират като „геноцид“, както и за това 11 юли (денят през 1943 г., в който украинските сили нападат 99 селища в региона Волиния, населени с поляци) да бъде обявен за „ден за възпоминание на жертвите на престъпленията над Волин“. В окончателния вариант на резолюцията тези предложения са отхвърлени. Окончателният вариант на резолюцията е потвърден от министъра на външните работи на Полша Радослав Шикорски.
На 22 юли 2016 г. Сеймът на Република Полша приема нова резолюция. В нея се припомня значението на тоталитарните режими, които създават условия за етническа и религиозна омраза сред населението на територията на днешна Украйна. 11 юли е обявен за „Национален ден на памет за жертвите на геноцида, осъществен от украинските националисти срещу граждани на Втората Жечпосполита“. Същевременно се припомня, че сред жертвите освен етнически поляци има евреи, чехи и представители на други малцинства, включително украинци. Сеймът призовава Президента на Полша да почете с отличия не само вече споменатите защитници на цивилното полско население, но и украинците, рискували живота си в защита на своите съграждани, както и онези, които подпомагат изясняването на обстоятелствата около клането и поддържането на паметта за жертвите под мотото „Жертвите не иска мъст, а памет“.

## Филми
- Волиния (филм)
- «Синдром памяти» Архив на оригинала от 2014-04-17 в Wayback Machine..